# Наша Надія
«Наша Надія» — це український документальний фільм, присвячений українській льотчиці, а згодом політику Надії Савченко. На момент виходу стрічки Савченко була ув'язнена путінським режимом в Росії і була політичним в'язнем.
Режисер картини — український документаліст Володимир Тихий, автор та головний режисер «Babylon'13» — серії документальних фільмів про Майдан та події на Сході України, автор більш ніж 20 документальних і повнометражних фільмів.

## Опис
Документальний фільм «Наша Надія» познайомить глядача з історією життя Надії Савченко, подробицями її затримання та судового процесу, а також із сім'єю української льотчиці, її дитинством і людьми, що її підтримують. У фільмі ми побачимо інтерв'ю з її родичами, колегами, товаришами по службі з батальйону «Айдар», адвокатами та представниками влади, які займаються її звільненням.
«Фільм цікавий тим, що глядачі можуть побачити події без жодної трактовки журналістів та кінематографістів. Тут мінімум коментарів. Окрім того, немає жодного висновку, який би розтлумачив побачене на екрані. Ми бачимо той бік і наш бік. А висновки глядач робить зі своїх емоцій», — зазначає режисер Володимир Тихий.
На думку режисера, в Україні наразі існує велика проблема сприйняття подій, що відбуваються в нашій країні протягом вже майже року. Багато людей спостерігають за ними у випусках новин чи в інтернеті, як за чимось, що трапляється з іншими людьми в іншому світі. Саме ці міфи, за словами режиссера, вщент руйнуються в головах тих, хто переглянув стрічку.

### «Наша Надія» в містах України та Росії
Мандрівка Україною для «Нашої Надії» почалася 8 жовтня в Ужгороді, продовжилася у Львові, Тернополі, Вінниці. Потім стрічку побачили мешканці Дніпропетровська, Івано-Франківська, Чернівців, Херсона й Одеси. Несподіванкою для творчої групи фільму стало те, що після перших показів на зв'язок стали виходити ентузіасти з різних куточков країни і пропонувати організувати покази фільму у себе. Саме таким чином стрічка потрапила до Луцька, Рівного, Харкова та Черкас. Вхід був безкоштовний, але всі бажаючі могли зробити пожертву. Всі зібрані кошти повинні піти на допомогу дітям загиблих бійців батальйону Айдар.
21 жовтня біля офісу РПР-Парнас у Москві на П'ятницькій вулиці група «патріотично налаштованих» молодих людей провела несанкціонований пікет на знак протесту проти закритого перегляду «фашистського фільму», присвяченого українській льотчиці Надії Савченко. У підсумку прихильники «Русского міра» посварилися між собою і навіть злегка побилися. Але поліція нікого не затримала. Також, стало відомо про те, що російські правоохоронні органи «зацікавилися» фільмом. Зокрема, їх цікавило, хто привіз в Москву це кіно.
- 8 жовтня — Ужгород, Закарпатський обласний академічний театр ляльок[13][14]
- 9 жовтня — Львів, Кінопалац «Коперник»[15][16][17]
- 10 жовтня — Вінниця, Кінотеатр «Родіна»[18]
- 11 жовтня — Тернопіль, Кінопалац[19][20]
- 15 жовтня — Дніпро, Кінотеатр «Правда»[21][22]
- 16 жовтня — Рівне, Обласний краєзнавчий музей[23][24][25][26][27]
- 17 жовтня — Чернівці, Будинок Естетики[28][29]
- 18 жовтня — Івано-Франківськ, Кінотеатр «Люм'ер»[30][31]
- 18 жовтня — Одеса, Кінотеатр «U-Cinema»[32][33]
- 19 жовтня — Херсон, Кінотеатр «Ювілейний»[34]
- 21 жовтня — Київ, Кинотеатр «Жовтень»[35][36][37]
- 21 жовтня — Москва[38]

## Творці стрічки
- Володимир Тихий — режисер-постановник фільму «Наша Надія»;
- Микола Конопелько — продюсер стрічки;
- Ганна Паленчук — продюсер стрічки;
- Юлія Шашкова — режисер.

Фільм вийшов багатошаровим завдяки й тим, хто безпосередньо створював його. Так, кадри з псевдореферендуму в Севастополі та з окупованого Слов'янська з'явилися завдяки режисерові Дмитрові Стародумову, котрий зміг завоювати довіру місцевих сепаратистів, а кадри з місця дислокації батальйону ОУН привезла режисер Юлія Шашкова.

## Ролі
- Віра Савченко — сестра Надії Савченко;
- родичі, знайомі та друзі, учасники подій.